# Marcel Ney
Marcel Ney (* 31. Januar 1874 in Lausanne; † 11. September 1928 in Siders) war ein Schweizer Statistiker.

## Leben
Ney besuchte in Lausanne die Schulen und studierte dort Mathematik und Physik, danach in Göttingen Versicherungswissenschaft und Volkswirtschaft. Nach einer Stelle bei der Versicherungsgesellschaft La Suisse trat er am 1. September 1914 die Stelle als Direktor des Eidgenössisches Statistisches Büro an. Im Jahr 1924 wurde er in das Internationale Statistische Institut aufgenommen.